# Ngôi nhà cà phê (phim truyền hình)
Ngôi nhà cà phê (tiếng Hàn: 커피하우스; Romaja: Keopi Hauseu) là một bộ phim truyền hình Hàn Quốc 2010 với sự tham gia của Kang Ji-hwan, Park Si-yeon, Ham Eun-jung và Jung Woong-in. Phim được phát sóng trên SBS từ ngày 17 tháng 5 đến 27 tháng 7 năm 2010 vào thứ hai và thứ ba lúc 20:45 gồm 18 tập.

## Phân vai
- Kang Ji-hwan vai Lee Jin-soo
- Park Si-yeon vai Seo Eun-young
- Ham Eun-jung vai Kang Seung-yeon
- Jung Woong-in vai Han Ji-won
- Park Jae-jung vai Kim Dong-wook
- Jung Soo-young vai Oh Hyun-joo
- Jung Ji-ah vai Go Yoon-joo
- Jin Sung vai Park Young-chul
- Heo Tae-hee vai Dong-min
- Ahn Gil-kang vai Kang Jin-man (ba của Seung-yeon)
- Kim Ji-young vai Hong Bong-nyeo (bà của Seung-yeon)
- Kim Min-sang vai Kang Seung-chul (anh của Seung-yeon)
- Lee Soon-jae vai ông của Eun-young
- Lee Hye-eun vai bạn của Eun-young
- Won Ki-joon vai Hyun-seok

## Rating
| Tập | Ngày phát sóng      | TNmS Ratings | TNmS Ratings      | AGB Ratings | AGB Ratings       |
| Tập | Ngày phát sóng      | Toàn quốc    | Vùng thủ đô Seoul | Toàn quốc   | Vùng thủ đô Seoul |
| --- | ------------------- | ------------ | ----------------- | ----------- | ----------------- |
| 1   | 17 tháng 5 năm 2010 | 8.8%         | 8.7%              | 10.1%       | 9.9%              |
| 2   | 18 tháng 5 năm 2010 | 8.7%         | -                 | 9.8%        | 10.4%             |
| 3   | 24 tháng 5 năm 2010 | 8.5%         | -                 | 9.0%        | 9.8%              |
| 4   | 25 tháng 5 năm 2010 | 7.8%         | 8.2%              | 7.0%        | -                 |
| 5   | 31 tháng 5 năm 2010 | 9.7%         | 9.7%              | 8.9%        | -                 |
| 6   | 1 tháng 6 năm 2010  | 9.3%         | 9.4%              | 8.6%        | 9.3%              |
| 7   | 7 tháng 6 năm 2010  | 8.5%         | 8.7%              | 8.1%        | -                 |
| 8   | 8 tháng 6 năm 2010  | 8.7%         | 9.4%              | 8.3%        | -                 |
| 9   | 28 tháng 6 năm 2010 | 6.2%         | -                 | 5.9%        | -                 |
| 10  | 29 tháng 6 năm 2010 | 5.6%         | -                 | 6.0%        | -                 |
| 11  | 5 tháng 7 năm 2010  | 8.4%         | 8.7%              | 8.0%        | 8.8%              |
| 12  | 6 tháng 7 năm 2010  | 8.0%         | 8.2%              | 8.0%        | 8.9%              |
| 13  | 12 tháng 7 năm 2010 | 8.8%         | 9.1%              | 7.9%        | -                 |
| 14  | 13 tháng 7 năm 2010 | 10.1%        | 10.6%             | 8.0%        | 8.6%              |
| 15  | 19 tháng 7 năm 2010 | 8.9%         | 9.4%              | 8.1%        | -                 |
| 16  | 20 tháng 7 năm 2010 | 9.7%         | 10.4%             | 9.7%        | -                 |
| 17  | 26 tháng 7 năm 2010 | 8.5%         | 9.0%              | 8.2%        | 8.9%              |
| 18  | 27 tháng 7 năm 2010 | 8.3%         | 8.6%              | 8.4%        | 8.7%              |

## Nhạc phim
1. 페이지원 (Part 1) / SG Wannabe & Ock Joo-hyun
2. 웃을께 / Jo Sungmo
3. 난 이별을 모를래요 / Hwang Ji-hyeon
4. 페이지원 (Part 2) / Soyeon (T-ara) & Ock Joo-hyun
5. 커피하우스 / Eunjung (T-ara)
6. 커피하우스 (Guitar Ver.) (Inst.)
7. 웃을께 (Inst.)
8. 페이지원 (Part 1) (Inst.)